# Pöllau
Pöllau är en köpingskommun i distriktet Hartberg-Fürstenfeld i det österrikiska förbundslandet Steiermark cirka 15 km väster om Hartberg. Troligen byggdes det en borg i Safendalen redan på 1200-talet. Intill borgen uppstod ett litet samhälle. 1482 donerades borgen och byn till augustinkorherrar som byggde ett kloster där. 1785 stängdes det. Det före detta klostret och den närbelägna vallfartskyrkan Pöllauberg är idag turistattraktioner. Även ortens torg med det gamla rådhuset från omkring 1600 och Mariakolonnen från 1681 är sevärda.
Kommunen består av nio orter (Ortschaften) (inom parentes invånarantal 1 januari 2024):

- Hinteregg (481)
- Köppelreith (380)
- Obersaifen (814)
- Prätis (526)
- Pöllau (1 998)
- Rabenwald (594)
- Schönau (423)
- Winkl-Boden (211)
- Winzendorf (504)

Kommunen fick sin nuvarande form den 1 januari 2015 genom en sammanslagning av kommunerna Pöllau, Rabenwald, Saifen-Boden, Schönegg bei Pöllau och Sonnhofen.

## Galleri

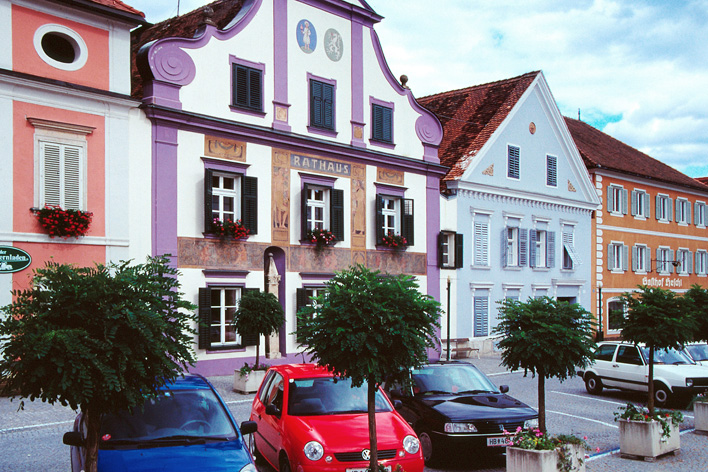
Torget
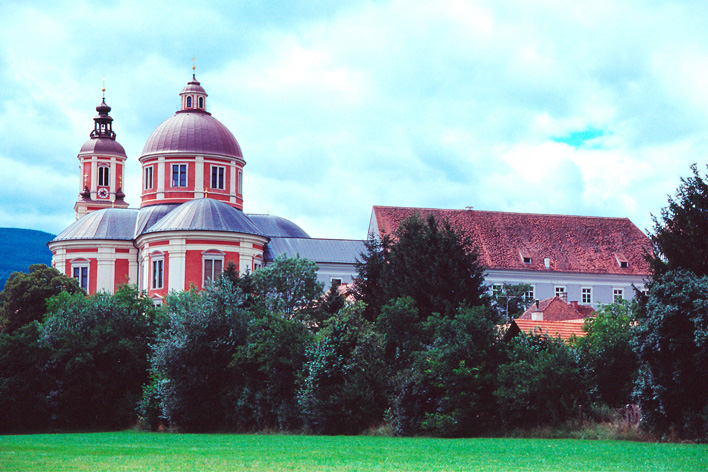
Före detta klostret
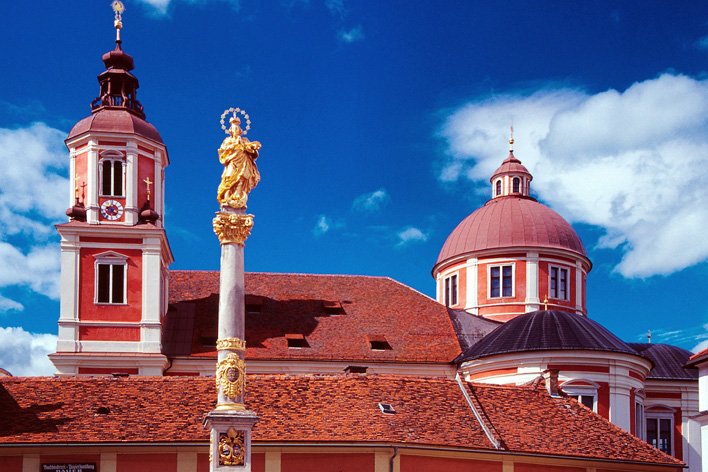
Mariakolonnen